# Russell (Iowa)
Russell é uma cidade localizada no estado americano de Iowa, no Condado de Lucas.

## Demografia
Segundo o censo americano de 2000, a sua população era de 559 habitantes.
Em 2006, foi estimada uma população de 578, um aumento de 19 (3.4%).

## Geografia
De acordo com o United States Census Bureau tem uma área de
2,7 km², dos quais 2,7 km² cobertos por terra e 0,0 km² cobertos por água. Russell localiza-se a aproximadamente 313 m acima do nível do mar.

## Localidades na vizinhança
O diagrama seguinte representa as localidades num raio de 24 km ao redor de Russell.